# イナミコーポレーション
株式会社イナミコーポレーションは、愛媛県西条市に本社を置く総合運送業である。

## 概要
5つの事業部でイナミグループを形成しており、
1. 運輸事業部
2. ダストコントロール事業部
3. 飲料事業部
4. ビル管理事業部
5. 廃棄物事業部

の5つの事業部で引越しサービス事業、廃棄物処理事業、清掃サービス事業などを行っている。

## 事業所
- 本社 - 愛媛県西条市ひうち6番地12
- 松山支店 - 愛媛県松山市北久米町544番地
- 宇和島支店 - 愛媛県宇和島市伊吹町甲1155番地8
- 岡山支店 - 岡山県岡山市中区穝158番地

## 沿革
- 1964年6月 - 一般廃棄物収集運搬事業を創業。
- 1969年4月 - 西条市より一般廃棄物収集運搬業務を全面的に委託される。
- 1976年
  - 8月 - 稲見美装を設立し、ビルメンテナンス事業を開始。
  - 10月 - 運送部と美装部を統合して、法人改組し「株式会社稲見商事」を設立。
- 1983年2月 - 松山支店を開設。
- 1984年7月 - 運送部に引越サービス部門を開設し、愛媛県を基盤に営業を開始。
- 1985年9月 - 宇和島営業所（現:宇和島支店）を開設。「株式会社稲見」に商号変更。西条市西ひうちの現在地に新社屋を落成。
- 1994年7月 - 「株式会社イナミコーポレーション」に商号変更。
- 1998年7月 - 自動販売機のオペレーター業務及び設置業務を開始。
- 2001年3月 - 西条市西ひうちに物流センター（モノボックス）を建設。
- 2012年1月 - 一般家庭向け掃除及びメンテナンスを行う「おそうじ倶楽部サラサ」業務を開始。
- 2016年1月 - 愛媛県公安委員会より古物商の許可を受ける。
- 2019年
  - 2月 - 愛媛県産業廃棄物処分業の許可を受ける。
  - 3月 - 西条本社にクリーニング工場を新規設立。
  - 7月 - 西条市丹原町今井に倉庫を購入する。
  - 11月 - 岡山支店が営業開始。